# Костёл Пресвятого Сердца Иисуса (Новополоцк)
Церковь Святого Сердца Иисуса — католический храм, построенный в 1999—2004 годах из кирпича в Новополоцке.

## История
29 июня 1992 года приход зарегистрирован. 30 сентября 2001 года епископ Владислав Блин, ординар Витебской епархии, торжественно заложил краеугольный камень храма, принесенный одним из прихожан из Оливкового сада в Иерусалиме, который был освящен Папой Иоанном Павлом II 23 сентября 2002 года в городе Астане, столице Казахстана.

## Архитектура
Произведение постмодернистской архитектуры. Решен прямоугольным в плане объёмом с 8-гранной центральной частью, завершенным 8-гранным световым барабаном под наклонным шатровым покрытием. К фасаду пристроена 4-ярусная, 4-гранная звонница, завершенная остроконечным шатром. Боковые стороны центрального объёма пронизаны высокими арочными оконными проемами. К алтарной части пристроен 2-х этажный административно-жилой корпус.

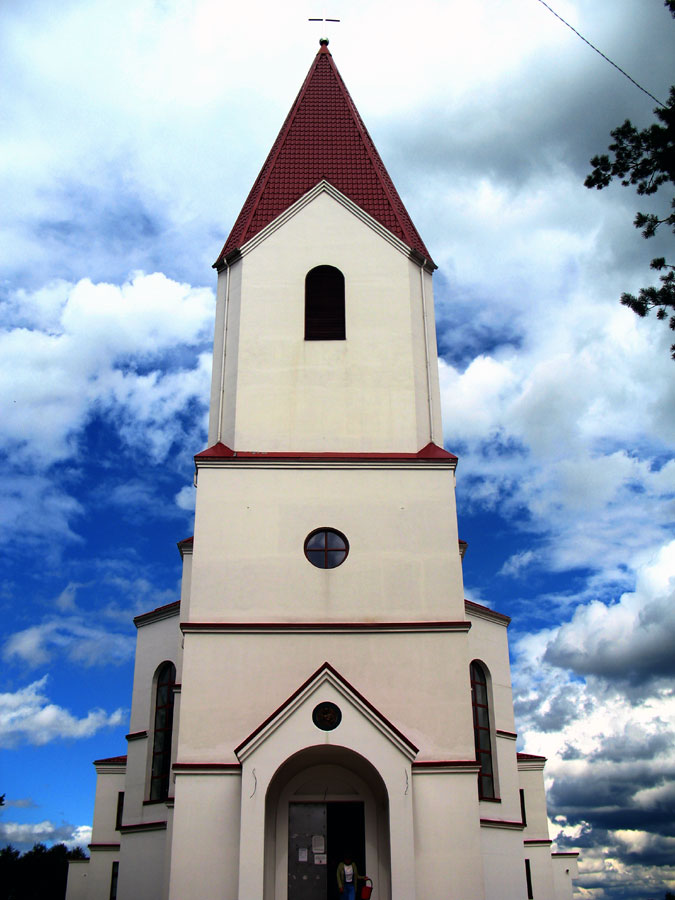
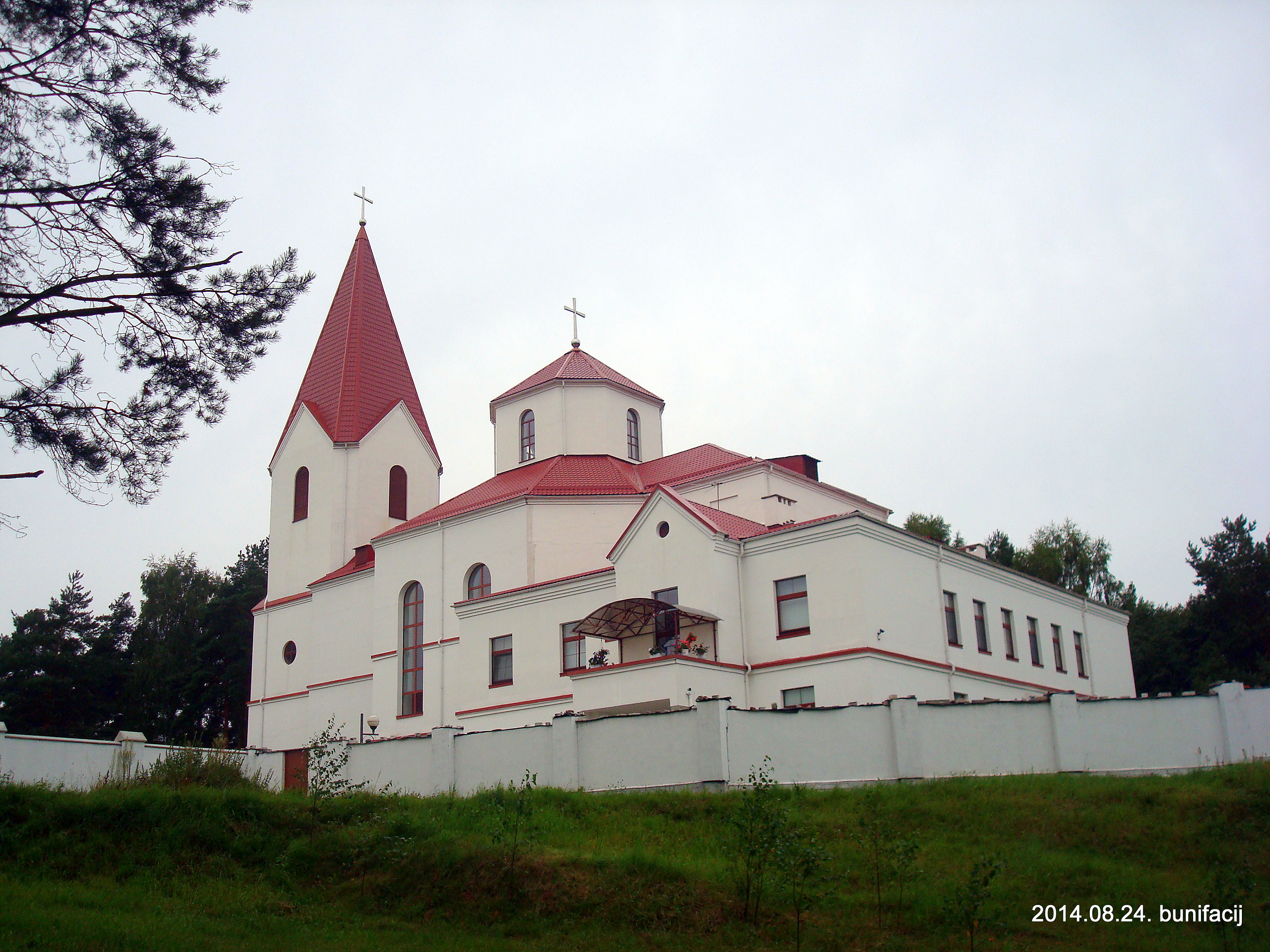
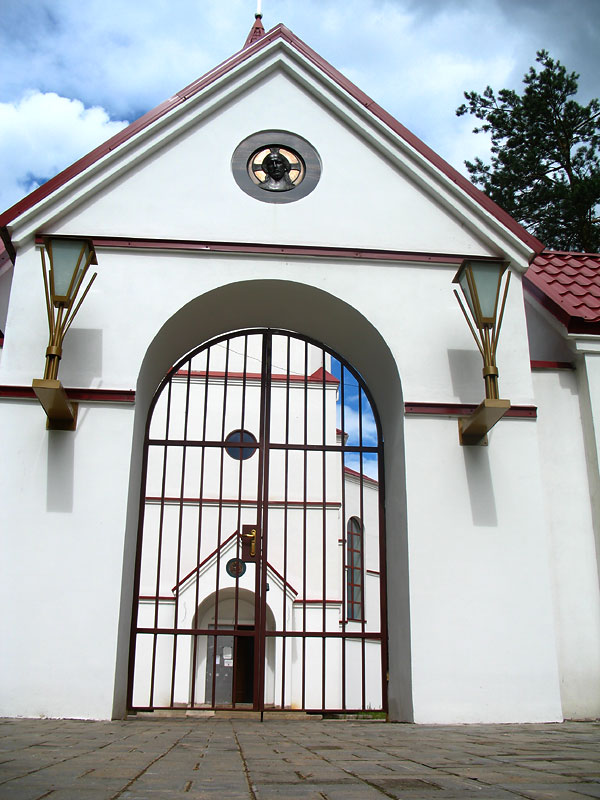
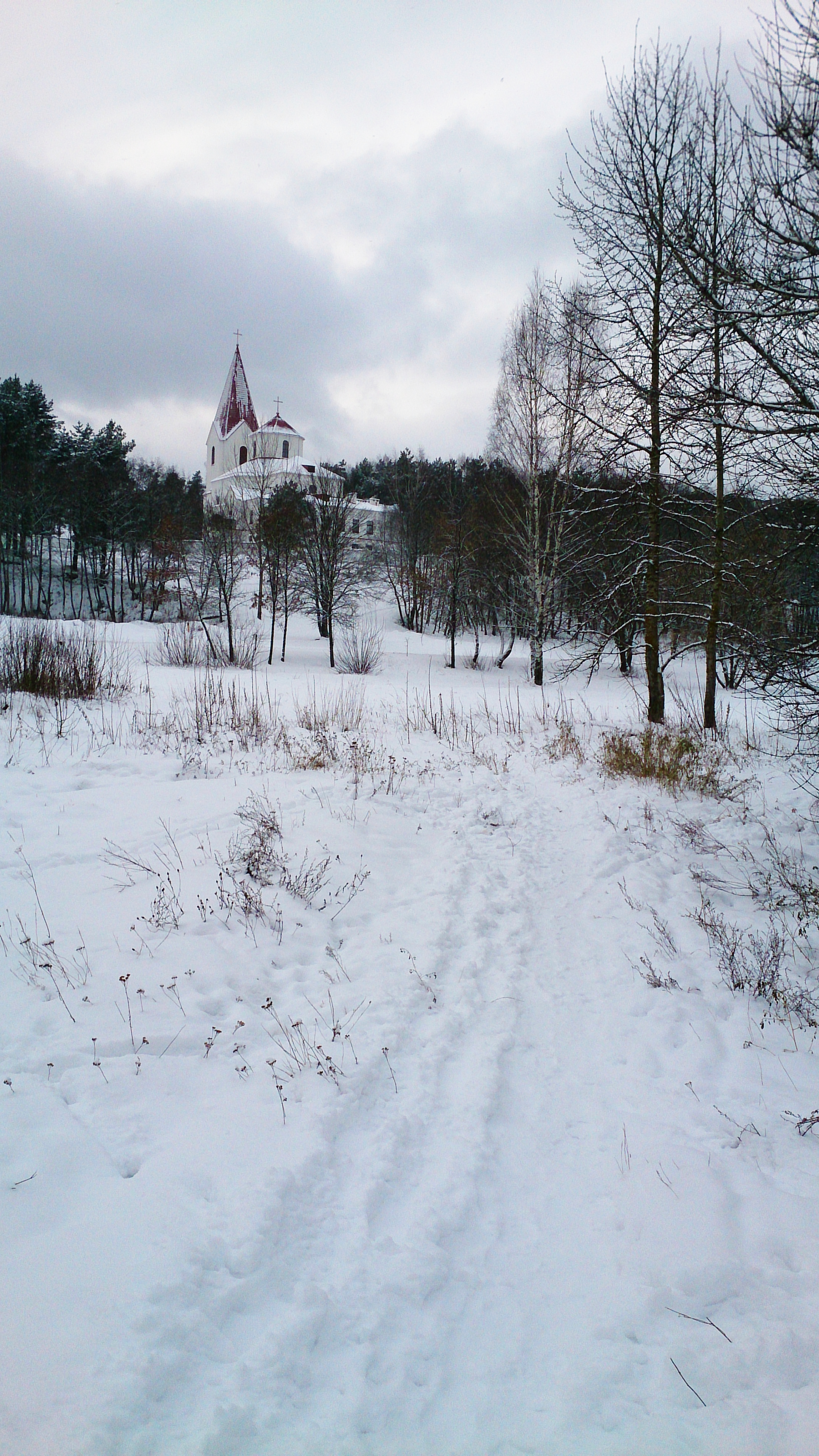